# Черноватий Леонід Миколайович

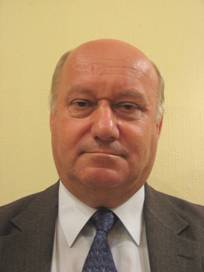
Черноватий Леонід Миколайович

Леонід Миколайович Черноватий (24 березня 1950) — український  вчений-лінгвіст, доктор філологічних наук, професор, академік АН ВШ України з 2008 р.

## Біографія
Народився в с. Нехвороща Ново-Санжарського району Полтавської обл. В 1967 р. закінчив Кобеляцьку середню школу № 2. Того ж року вступив на перший курс перекладацького відділення факультету іноземних мов Харківського державного університету ім. О. М. Горького, повний курс навчання у якому закінчив у 1972 р. Того ж року був призваний на дійсну військову службу на посаду військового перекладача. З 1974 р. працював учителем англійської мови у Кобеляцькій середній школі-інтернаті, а в грудні 1974 р. був зарахований до стаціонарної аспірантури при кафедрі перекладу та англійської мови Харківського державного університету ім. О. М. Горького. Працював на посаді молодшого наукового співробітника, у січні 1978 р. був переведений на посаду викладача, а у 1983 р. — старшого викладача. З жовтня 1983 р. — завідувач кафедри теорії та практики перекладу англійської мови. 
У 1981 р. захистив кандидатську дисертацію, а у 2000 р. — докторську дисертацію. У 1985 р. одержав звання доцента, а у 2003 р. — професора. 
Науковий доробок вченого становлять 165 публікацій, у тому числі 2 одноособові монографії, 5 підручників та понад 40 навчальних посібників.
Нагороджений Почесним знаком «Відмінник освіти України» у 2000 році, а також Почесним знаком Міносвіти України «За наукові досягнення» у 2005 році. Лауреат Нагороди Ярослава Мудрого АН ВШ України (2010).